# Cryptantha glomerata
Cryptantha glomerata är en strävbladig växtart som beskrevs av Johann Georg Christian Lehmann. Enligt Catalogue of Life ingår Cryptantha glomerata i släktet Cryptantha, och familjen strävbladiga växter, men enligt Dyntaxa är tillhörigheten istället släktet Cryptantha, och familjen strävbladiga växter. Arten förekommer tillfälligt i Sverige, men reproducerar sig inte.

## Underarter
Arten delas in i följande underarter:
- C. g. glomerata
- C. g. quadrinuculata